# Hans Maier
Johann Adolf Friedrich „Hans” Maier (ur. 13 lipca 1909 w Mannheim, zm. 6 marca 1943 na linii Mareth) – niemiecki wioślarz, dwukrotny medalista olimpijski.
Wystąpił na igrzyskach olimpijskich w Amsterdamie w 1928, gdzie w ósemkach odpadł w ćwierćfinałach. Na rozgrywanych cztery lata później igrzyskach olimpijskich w Los Angeles Niemcy w składzie: Karl Aletter, Ernst Gaber, Walter Flinsch i Hans Maier zdobyli srebrny medal w czwórkach bez sternika. W finale o 4,8 sekundy przegrali z osadą Wielkiej Brytanii. Na tej samej imprezie wystąpił również w ósemkach, odpadając w pierwszej rundzie. Brał też udział w igrzyskach olimpijskich w Berlinie w 1936, gdzie razem z Ernstem Gaberem, Walterem Volle, Paulem Söllnerem i Fritzem Bauerem zdobył złoty medal w czwórkach ze sternikiem.
Zginął w czasie walk na Linii Mareth. Jego brat Gustav także był wioślarzem i olimpijczykiem.